# 1-Фенил-3-метил-5-пиразолон
1-Фени́л-3-мети́л-5-пиразоло́н (фенилметилпиразолон) — органическое соединение, производное пиразолона с формулой C10H10N2O. Используется как прекурсор для синтеза красителей и лекарственных средств. Также применяется в качестве лекарственного средства с доказанной эффективностью при остром ишемическом инсульте и боковом амиотропическом склерозе.
Международное непатентованное название: Эдаравон.
Торговые названия: Радикава, Радикат, Ксаврон.

## История
После выделения хинина французскими химиками П. Пелетье и Ж. Каванту в 1820 году из коры хинного дерева начались попытки синтезировать это соединение. К середине XIX века стали известны некоторые подробности строения этого алкалоида, в частности, Ганс Скрауп выяснил, что хинин содержит в себе хинолиновый цикл. После этих работ многие химики стали проводить синтезы различных простых производных хинолина с целью проверить фармацевтическое действие получаемых препаратов. Среди множества неудачных попыток определённого везения в 1883 году добился немецкий химик Людвиг Кнорр, который работал с недавно на тот момент синтезированным фенилгидразином. Он предположил, что реакция фенилгидразина с ацетоуксусным эфиром должна дать производное хинолина, которое он назвал «диметилхиницином»:
 {\displaystyle +}  {\displaystyle \longrightarrow } 
Полученное соединение оказалось нерастворимым в воде, но эта проблема была решена путём метилирования. Растворимое метиловое производное получило название «антипирин» и оказалось эффективным жаропонижающим лекарственным средством, превосходившим в этом отношении хинин, но при этом не оказывающим какого-либо лечебного действия на малярию, хотя и было отмечено, что он имеет влияние на невралгические боли. Разница в физиологическом действии заставила Кнорра засомневаться в правильности исходной формулы и провести дополнительные исследования структуры получившегося соединения. Дополнительные исследования показали, что изучаемое соединение не относится к хинолинам и является пятичленным гетероциклом — фенилметилпиразолоном, а корректная реакция циклизации должна быть записана следующим образом:
 {\displaystyle +}  {\displaystyle \longrightarrow } 

## Физические и химические свойства
Белое или светло-жёлтое кристаллическое вещество. Растворим в спирте, метаноле, растворах минеральных кислот, уксусной кислоте, щелочах. Плохо растворим в кипящей воде. Не растворим в холодной воде, эфире, петролейном эфире. Температура плавления — 127 °C, кипения — 287 °C (265 мм рт. ст.).

## Получение
Получают взаимодействием фенилгидразина:
- c ацетоацетамидом, затем циклизуют продукт реакции[3];
- с метиловым или этиловым эфиром ацетоуксусной кислоты в одну стадию с выходом 90—95 %[5][6].

## Применение
Используется для синтеза пиразолоновых красителей, феназона.
C конца 1980-х эдаравон применяется для лечения острого ишемического инсульта, с 2009 года внесён в Японский гайдлайн по менеджменту острого ишемического инсульта (grade B).
В мае 2017 года Управление по санитарному надзору за качеством пищевых продуктов и медикаментов (FDA) США разрешило использовать препарат для лечения бокового амиотропического склероза вслед за подобными решениями в Японии и Южной Корее. Позже, аналогичное разрешение эдаравон получил в Италии и Канаде.
Вещество является пурпурной диффундирующей цветообразующей компонентой. В процессе цветного фотографического проявления из 1-фенил-3-метил-5-пиразолона и его производных образуются красители с максимумом спектрального поглощения в диапазоне 509—566 нм. На практике вещество использовалось для этой цели в ранних версиях процесса Kodachrome, также предлагалось Н. Агокасом для тонирования чёрно-белых бумаг в процессе проявления.
В аналитической химии используется для количественного определения цианидов, также применяется как реактив на витамин B12.
В гистохимии ферментов — как реактив для выявления цитохромоксидазы.

## Безопасность
Вызывает аллергию.